# Пушево
Пу́шево (болг. Пушево) — село у Великотирновській області Болгарії. Входить до складу общини Велико-Тирново.

## Населення
За даними перепису населення 2011 року у селі проживали 138 осіб.
Національний склад населення села:
| Національність   | Кількість осіб | Відсоток |
| ---------------- | -------------- | -------- |
| болгари          | 132            | 95,7%    |
| цигани           | 6              | 4,3%     |
| турки            | 0              | 0%       |
| інша             | 0              | 0%       |
| не визначились   | 0              | 0%       |
| Всього відповіли | 138            |          |

Розподіл населення за віком у 2011 році:
Динаміка населення: